# Arman Tsarukyan
Arman Tsarukyan (Akhalkalaki, 11 de outubro de 1996) é um lutador russo-armênio de artes marciais mistas, atualmente competindo no peso leve do Ultimate Fighting Championship.

## Carreira no MMA

### Ultimate Fighting Championship
Tsarukyan fez sua estreia no UFC contra Islam Makhachev, em 20 de abril de 2019 no UFC Fight Night: Overeem vs. Oleinik. Ele perdeu por decisão unânime.
Tsarukyan enfrentou Olivier Aubin-Mercier em 27 de julho de 2019 no UFC 240: Holloway vs. Edgar e venceu por decisão unânime.
Tsarukyan enfrentou Davi Ramos em 18 de julho de 2020. Ele venceu por decisão unânime.

## Cartel no MMA
| Cartel no MMA   |             |            |
| 24 lutas        | 21 vitórias | 3 derrotas |
| Por nocaute     | 9           | 1          |
| Por finalização | 5           | 0          |
| Por decisão     | 7           | 2          |

| Res.    | Cartel | Oponente              | Método                                 | Evento                                                   | Data       | Round | Tempo | Local                    | Notas                                                      |
| ------- | ------ | --------------------- | -------------------------------------- | -------------------------------------------------------- | ---------- | ----- | ----- | ------------------------ | ---------------------------------------------------------- |
| Vitória | 22-3   | Charles Oliveira      | Decisão (dividida)                     | UFC 300: Pereira vs. Hill                                | 13/04/2024 | 3     | 5:00  | Las Vegas, Nevada        |                                                            |
| Vitória | 21-3   | Beneil Dariush        | Nocaute (joelhada e socos)             | UFC on ESPN: Dariush vs. Tsarukyan                       | 02/12/2023 | 1     | 1:04  | Austin, Texas            | Performance da Noite.                                      |
| Vitória | 20-3   | Joaquim Silva         | Nocaute (socos)                        | UFC on ESPN: Vettori vs. Cannonier                       | 17/06/2023 | 3     | 3:25  | Las Vegas, Nevada        |                                                            |
| Vitória | 19-3   | Damir Ismagulov       | Decisão (unânime)                      | UFC Fight Night: Cannonier vs. Strickland                | 17/12/2022 | 3     | 5:00  | Las Vegas                |                                                            |
| Derrota | 18-3   | Mateusz Gamrot        | Decisão (unânime)                      | UFC on ESPN 38: Tsarukyan vs. Gamrot                     | 25/06/2022 | 5     | 5:00  | Las Vegas                | Luta da Noite.                                             |
| Vitória | 18-2   | Joel Alvarez          | Nocaute Técnico (socos)                | UFC Fight Night 202: Makhachev vs. Green                 | 26/02/2022 | 2     | 1:57  | Las Vegas                |                                                            |
| Vitória | 17-2   | Christos Giagos       | Nocaute Técnico (socos)                | UFC Fight Night 192: Smith vs. Spann                     | 18/09/2021 | 1     | 2:09  | Las Vegas                |                                                            |
| Vitória | 16-2   | Matt Frevola          | Decisão (unânime)                      | UFC 257: Poirier vs. McGregor 2                          | 23/01/2021 | 3     | 5:00  | Abu Dhabi                | Luta no peso casado (157 lbs); Tsarukyan não bateu o peso. |
| Vitória | 15-2   | Davi Ramos            | Decisão (unânime)                      | UFC Fight Night: Figueiredo vs. Benavidez 2              | 18/07/2020 | 3     | 5:00  | Abu Dhabi                |                                                            |
| Vitória | 14-2   | Olivier Aubin-Mercier | Decisão (unânime)                      | UFC 240: Holloway vs. Edgar                              | 27/07/2019 | 3     | 5:00  | Edmonton, Alberta        |                                                            |
| Derrota | 13-2   | Islam Makhachev       | Decisão (unânime)                      | UFC Fight Night: Overeem vs. Oleinik                     | 20/04/2019 | 3     | 5:00  | São Petersburgo          | Estreia no UFC; Luta da Noite.                             |
| Vitória | 13-1   | Felipe Olivieri       | Nocaute (chute na cabeça)              | League S-70: Plotforma S-70 2018                         | 22/08/2018 | 3     | 1:25  | Sochi                    |                                                            |
| Vitória | 12-1   | Júnior Assunção       | Decisão (unânime)                      | MFP 220/KLF: Kunlun Fight vs. Modern Fighting Pankration | 26/05/2018 | 3     | 5:00  | Khabarovsk               | Defendeu o Cinturão Peso Leve do FEMFP.                    |
| Vitória | 11-1   | Haotian Wu            | Nocaute Técnico (chute rodado e socos) | Gods of War World MMA Championship                       | 24/03/2018 | 3     | 0:31  | Beijing                  |                                                            |
| Vitória | 10-1   | Takenori Sato         | Decisão (unânime)                      | MFP 214: Governor's Cup 2017                             | 02/12:3017 | 3     | 5:00  | Khabarovsk               | Ganhou o Cinturão Peso Leve do FEMFP.                      |
| Vitória | 9-1    | Kyung Pyo Kim         | Decisão (unânime)                      | Road FC 043                                              | 28/10/2017 | 3     | 5:00  | Seoul                    |                                                            |
| Vitória | 8-1    | Márcio Breno          | Finalização (mata leão)                | League S-70: Plotforma S-70 2017                         | 08/08/2017 | 1     | 2:54  | Sochi                    | Volta aos Leves.                                           |
| Vitória | 7-1    | Nizamuddin Ramazanov  | Finalização (mata leão)                | MFP 209: Mayor's Cup 2017                                | 13/05/2017 | 1     | 2:27  | Khabarovsk               | Estreia nos Penas.                                         |
| Vitória | 6-1    | Gustavo Wurlitzer     | Finalização (mata leão)                | OFS 11: Octagon Fighting Sensation 11                    | 04/03/2017 | 1     | 3:22  | Moscou                   |                                                            |
| Vitória | 5-1    | Alexander Belikh      | Finalização (guilhotina)               | MFP: Eastern Rubicon 2                                   | 10/12/2016 | 1     | 2:51  | Khabarovsk               |                                                            |
| Vitória | 4-1    | Dmitriy Shkrabiy      | Nocaute (socos)                        | MFP 204: International Pankration Tournament             | 05/11/2016 | 1     | 2:21  | Vladivostok              |                                                            |
| Vitória | 3-1    | Alexander Merezhko    | Finalização (estrangulamento anaconda) | MFP: Governor's Pankration Cup 2016                      | 21/10/2016 | 2     | 1:28  | Petropavlovsk-Kamchatsky |                                                            |
| Vitória | 2-1    | Ali Khaibulaev        | Nocaute (soco)                         | MFP: Cup of Administration in Modern Pankration          | 06/05/2016 | 1     | 0:33  | Petropavlovsk-Kamchatsky |                                                            |
| Derrota | 1-1    | Alexander Belikh      | Nocaute (soco)                         | MFP: Eastern Rubicon                                     | 12/12/2015 | 1     | 0:30  | Khabarovsk               |                                                            |
| Vitória | 1-0    | Shamil Olokhanov      | Nocaute (socos)                        | MFP: Assault Nights of Spassk 2015                       | 25/09/2015 | 1     | 2:47  | Spassk-Dalny             | Estreia nos Leves.                                         |